# فرنسيسكو أورتيغا
فرنسيسكو أورتيغا (بالإسبانية: Francisco Ortega)‏ (19 مارس 1999 بسانتا في في الأرجنتين - ) هو لاعب كرة قدم أرجنتيني في مركز الوسط. لعب مع فيليز سارسفيلد.

## وصلات خارجية
- فرنسيسكو أورتيغا على موقع الاتحاد الأوربي (الإنجليزية)
- فرنسيسكو أورتيغا على موقع قاعدة بيانات كرة القدم.إي يو (الإنجليزية)
- فرنسيسكو أورتيغا على موقع Soccerway.com (الإنجليزية)
- فرنسيسكو أورتيغا على موقع أوليمبيديا (الإنجليزية)